# Mapire (Península de Paria)

## datos rápidos de Mapire
- Población: 120 habitantes.
- Gentilicio: Maripero..
- Moneda: Bolívar fuerte (VEF)
- Economía : pesca y Turismo.
- huso horario: (GMT -4)
- código telefónico: 0294.
- código postal: 6161.
- coordenadas:10° 38' 26" North, 62° 8' 58" West
- Idioma Oficial:Español .
- Alcalde: Regulo Sucre.
- Santo Patrón :Coronación de la Virgen del Valle - 31 de mayo

Mapire es un pueblo situado en el Municipio Valdez, en el estado Sucre el cual pertenece a Venezuela El pueblo está situado a 34 kilómetros de Guiria capital del Municipio Paria..

## Geografía
- Playa Mapire

Esta preciosa cala, es el hogar de varias familias de pescadores. Tiene un pequeño río que abastece las necesidades de la población de este líquido importante. Esta bahía se abre hacia el sur. La playa tiene a 100 metros de largo
- Ubicación: En la costa sur de la península de Paria, a 4 kilómetros al oeste de Puerto de Hierro

- nombre Original: Mapire
- locación geográfica: Municipio Valdez, Estado Sucre, Venezuela, Sudamérica
- coordenadas geográfica: 10° 38' 26" Norte, 62° 8' 58" oeste

## Historia
La historia relatada por el baluarte José Logan (historiador, cantor, poeta y campesino), dice que fueron las familias GARCIA, GONZALEZ. VILLALVA Y BLANC, los primeros habitantes del poblado, dedicándose a trabajar la tierra, específicamente el cultivo de cacao. 

## ¿Cómo llegar allí?
A mapire se llega desde Guiria en un recorrido vía marítima de una hora ( en bote u otro medio) o via terrestre en carretera apta para vehículos pequeños y grandes, pasando por la salina, campo santo, juan pedro y otros caseríos costeros

## Turismo
Mapire tiene una playa imponente, en armonía con macizos montañosos, pendientes encarpadas arropado por un clima propio de montaña. En mapire sus pobladores se agrupan en dos sectores. La Playa y El Cerro. En la playa se realizaban actividades de pesca(pargo, lisa, moro, etc) , carpintería (fabricación de botes pescadores) y la seca del cacao producido en las haciendas. En el Cerro se encuentran asentadas la mayor partes de las familias, encontrándose la escuela, la capilla del poblado y el río Mapire, fuente de agua y área de encuentro de los pobladores. 

## Galería

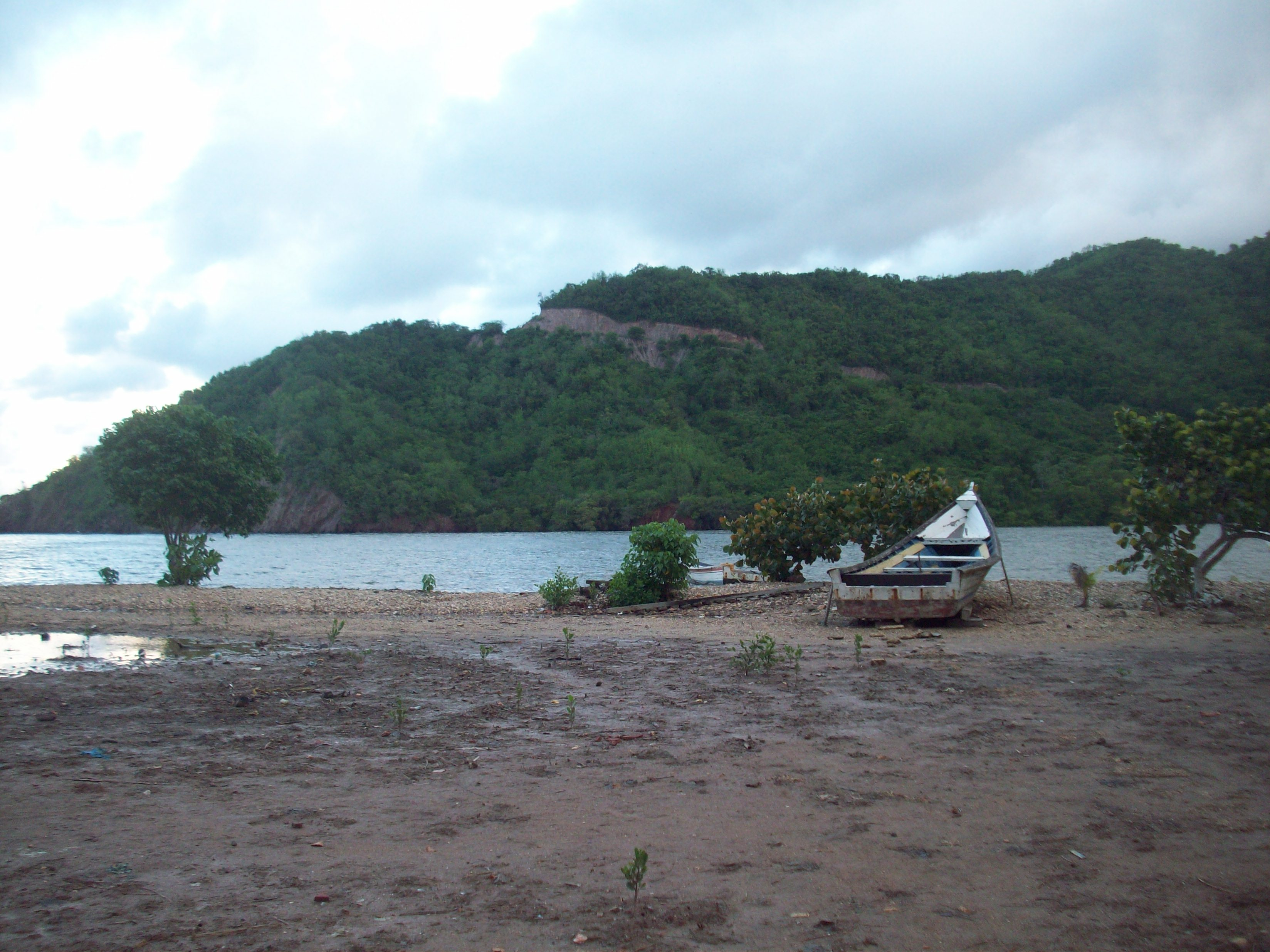
Playa
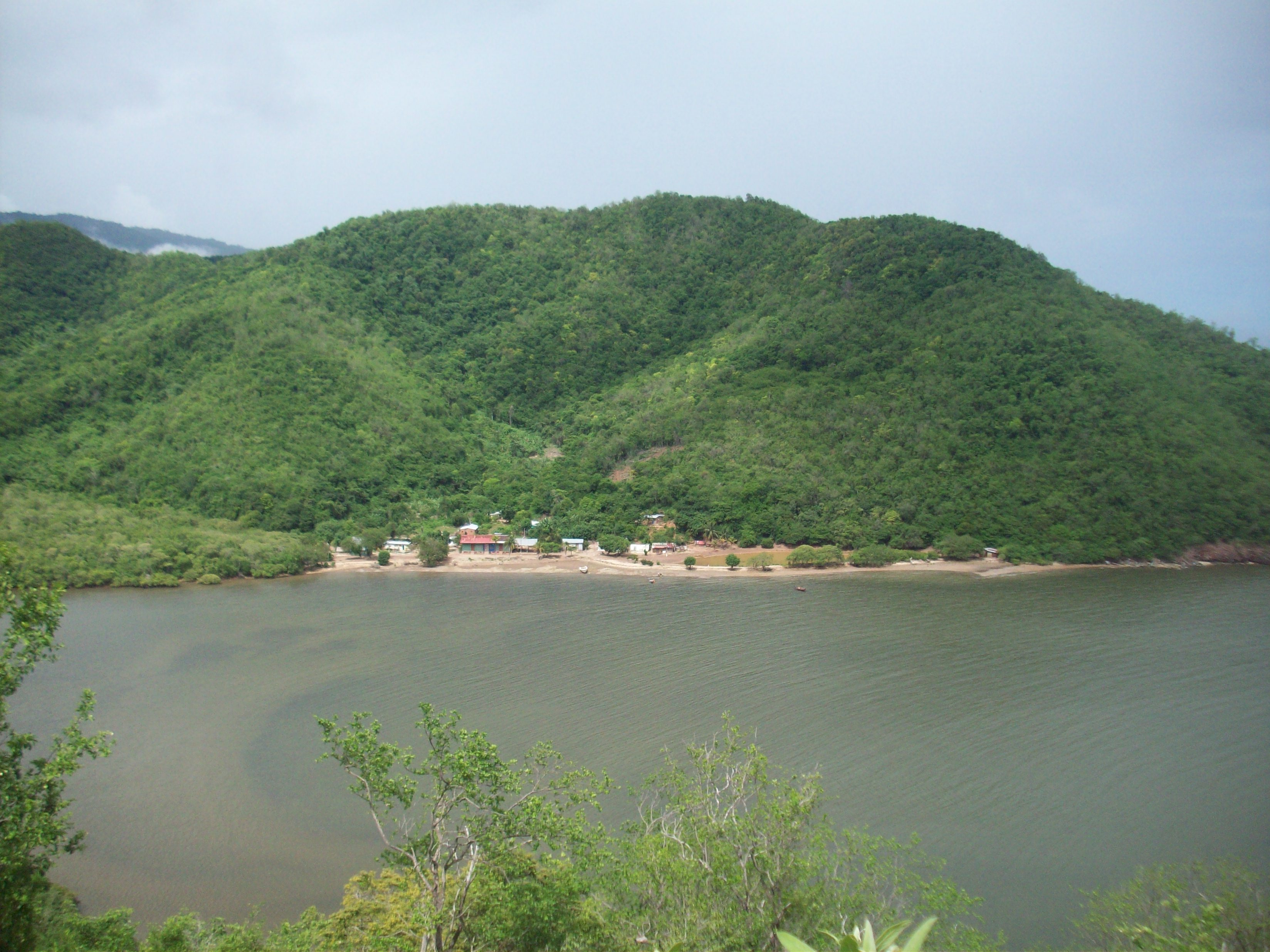
Panorámica
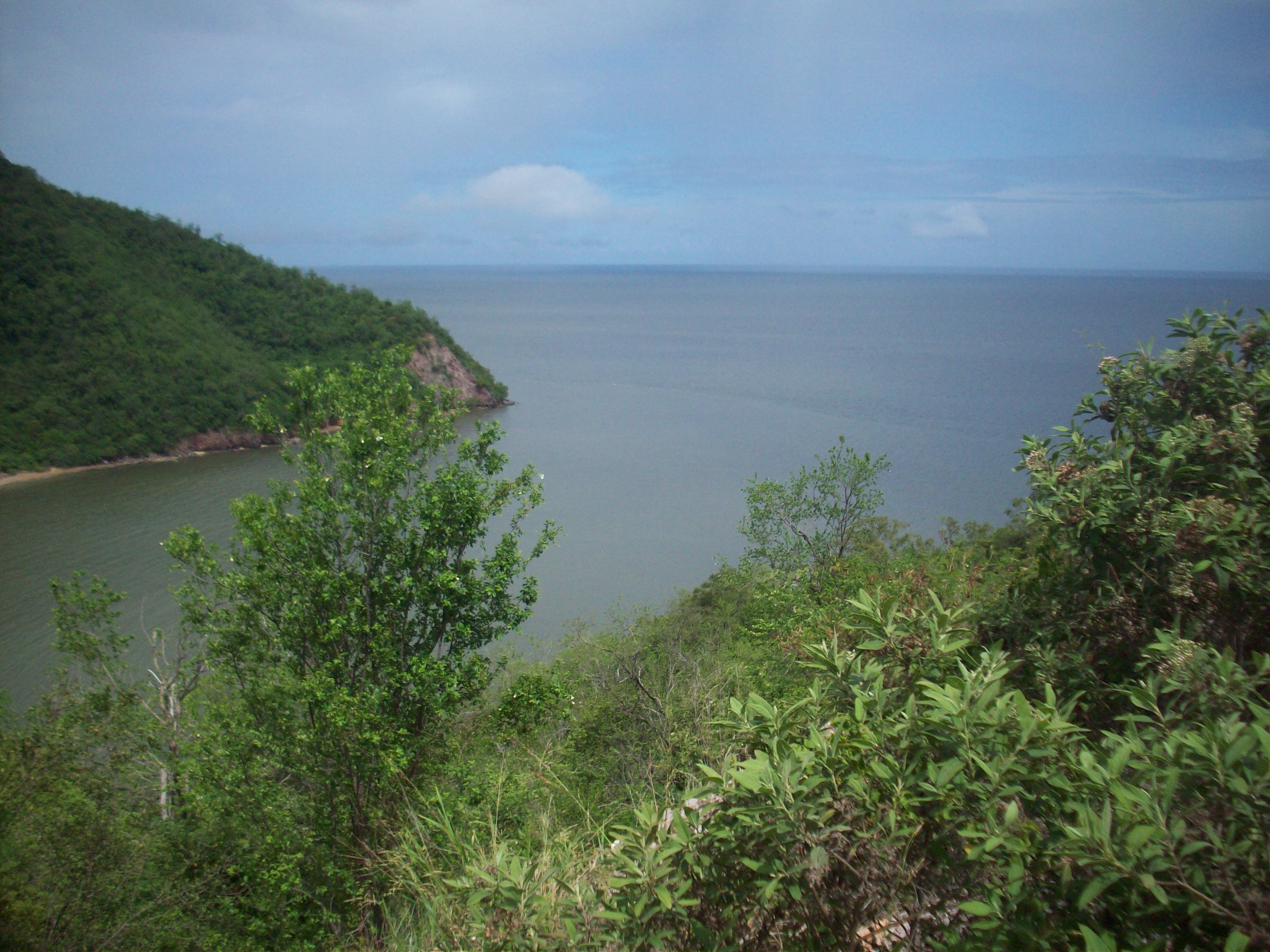
Entrada a la Ensenada
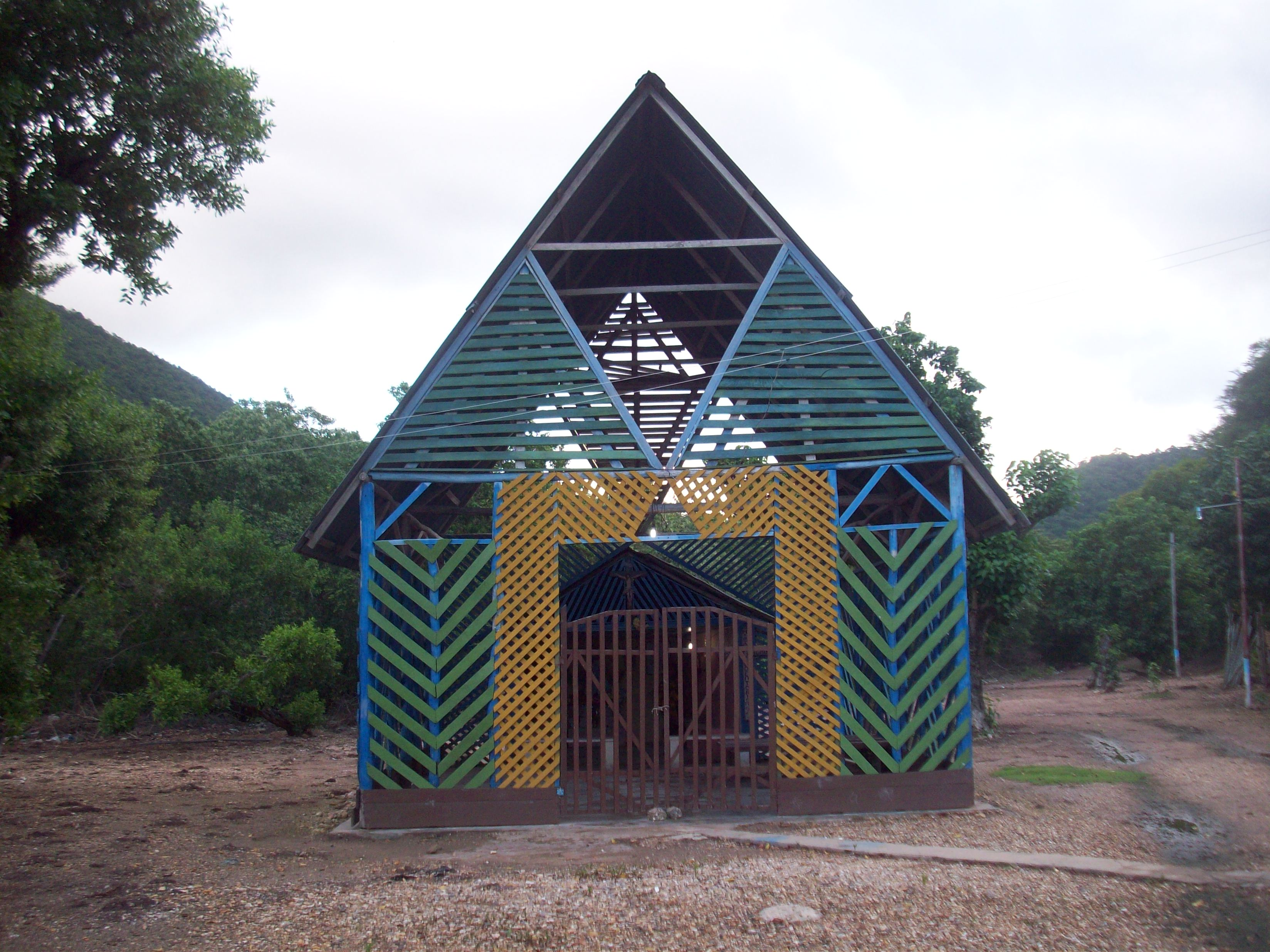
Capilla de Mapire
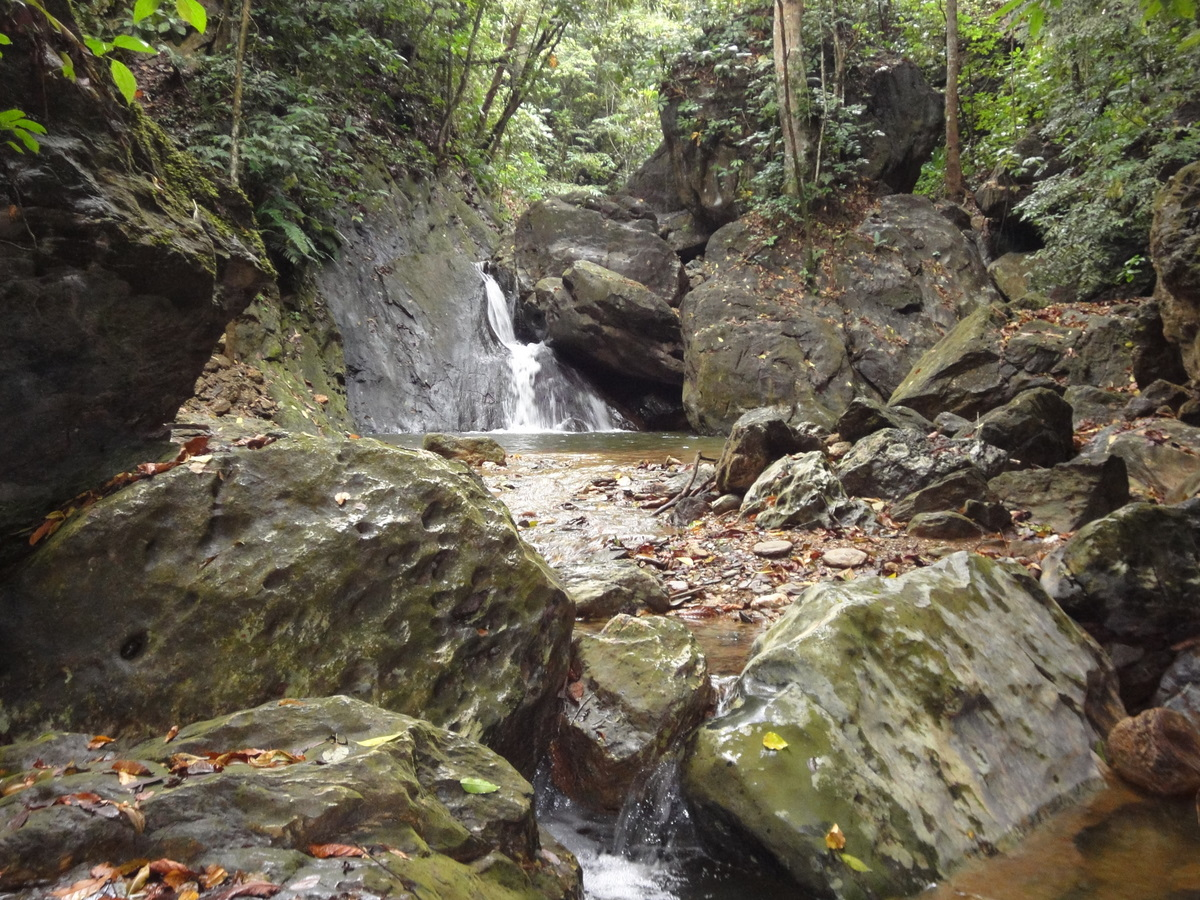
Poza Azul La Ceiba

## Enlaces
- Página oficial de la fundación turismo de Mapire
- Concurso de Belleza Miss Península
- Aérea de Mapire (enlace roto disponible en Internet Archive; véase el historial, la primera versión y la última).

- Datos: Q9028379
- Multimedia: Mapire (Sucre) / Q9028379